# Jourhavande
Jourhavande är en svensk TV-serie i regi av Jackie Söderman med manus av Gunnar E. Sandgren. Huvudrollerna görs av Olof Widgren och Kerstin Tidelius. Serien sändes i två säsonger, den första 1974 i tre avsnitt och den andra 1975 i sex avsnitt. Den producerades av SR Göteborg och visades i TV1. Under februari–maj 2016 fanns serien i SVT:s Öppet arkiv.

## Rollista
- Kerstin Tidelius – syster Gudrun
- Olof Widgren – Källman, klinikchef
- Sigge Fürst – Boberg, klinikchef på infektionsavdelningen
- Ann Gelbar – Maja
- Gunilla Olsson – Titti
- Sven Nilsson – överläkare Loe
- Christina Stenius – Eva
- Tommy Johnson – underläkare Rydell
- Per Ragnar – underläkare Larsson
- Sven Wollter – överläkare Knutsson
- Stig Torstensson – underläkare Juhlin
- Doris Funcke – syster Berit
- Hans Råstam – sjukhuschef
- Inga Ålenius – fru Johansson
- Ulla Akselson – Alice, kurator
- Bertil Anderberg – antikvarie Bäckström
- Urban Eldh – Leif Grahn, respiratorpatient
- Else-Marie Brandt – Birgit
- Gerd Hegnell – Helén
- Thomas Nystedt – Erik
- Cecilia Hjalmarsson – Christina
- Gärd Knutsdotter – Elly
- Maj Lindström – Ina
- Elsie Höök – Lyth
- Ulla Blomstrand – Agnes
- Måns Westfelt – advokat Wallin
- Robert Lindblad – Bertil
- Micha Gabay – Våge
- Martin Berggren – pastor Aronsson
- Rune Turesson – Kron
- Gertrud Bodlund – fru Svensson
- Folke Hamrin – Boström
- Alf Nilsson – "Sotarn"
- Iwar Wiklander – riksdagsmannen
- Ragnar Sörman – Melander
- Bo Swedberg – Claesson
- Herman Ahlsell – styrelseordförande
- Percy Brandt – trädgårdsmästaren
- Sonny Johnson – Nygren